# Paul Hammer (Jurist)
Paul Hammer (* 9. März 1881 in Landshut; † 26. Juni 1942 in München) war ein deutscher Verwaltungsjurist und Präsident der Bayerischen Staatsbank.

## Leben
Paul Hammer absolvierte ein Studium der Rechtswissenschaften an der Ludwig-Maximilians-Universität München und legte 1907 das Große juristische Staatsexamen ab, nachdem er 1905 zum Dr. jur. promoviert worden war. Seit dem Studium war er Mitglied der Studentenverbindung Akademischer Gesangverein München im SV. Nach Tätigkeiten als Rechtspraktikant und Regierungsakzessist erhielt er zum 1. Dezember 1909 eine Anstellung als Assessor bei der Bezirksregierung Würzburg. Bereits im Jahr darauf wurde er in das Staatsministerium der Finanzen berufen. Dort stieg er – unterbrochen durch seine Tätigkeit als Fiskalassessor bei der Bezirksregierung Augsburg in den Jahren von 1913 bis 1917 – bis zum Ministerialrat auf. In der Zeit vom 1. Januar 1928 bis zum 14. Februar 1934 war er stellvertretender Bevollmächtigter Bayerns im Reichsrat. Dieser verfügte 1929 über elf von 66 Sitzen im Parlament.
Zum 1. Juli 1934 wurde Hammer zum Präsidenten der Bayerischen Staatsbank ernannt. In diesem Amt blieb er bis  zum 1. Juni 1942, als er in den Ruhestand verabschiedet wurde. Er starb noch im selben Monat.